# Vela nos Jogos Olímpicos de Verão de 1956 - 12 m² Sharpie
As provas da classe 12 m² Sharpie da vela nos Jogos Olímpicos de Verão de 1956 ocorreram entre 26 de novembro e 5 de dezembro daquele ano na Baía de Port Phillip, no sul de Vitória, na Austrália. O programa compunha oito regatas. Para esta classe, houve 26 velejadores, em 13 barcos, de 13 nações inscritas.

## Medalhistas
A dupla neozelandesa Peter Mander e Jack Cropp finalizou a competição em primeiro lugar, conquistando a medalha de ouro. A prata firmou-se com os australianos Rolland Tasker e John Scott. Por fim, a medalha de bronze ficou com a Jasper Blackall e Terence Smith, da Grã-Bretanha.
|  | NZL Nova Zelândia       |  | AUS Austrália             |  | GBR Grã-Bretanha              |
|  | Peter Mander Jack Cropp |  | Rolland Tasker John Scott |  | Jasper Blackall Terence Smith |

## Resultados
Estes foram os resultados da competição:
| Pos.              | Tripulação                                  | Embarcação  | Regata I | Regata I | Regata II | Regata II | Regata III | Regata III | Regata IV | Regata IV | Regata V | Regata V | Regata VI | Regata VI | Regata VII | Regata VII | Total | Total -1 |
| Pos.              | Tripulação                                  | Embarcação  | Pts.     | Pos.     | Pts.      | Pos.      | Pts.       | Pos.       | Pts.      | Pos.      | Pts.     | Pos.     | Pts.      | Pos.      | Pts.       | Pos.       | Total | Total -1 |
| ----------------- | ------------------------------------------- | ----------- | -------- | -------- | --------- | --------- | ---------- | ---------- | --------- | --------- | -------- | -------- | --------- | --------- | ---------- | ---------- | ----- | -------- |
| Medalha de ouro   | NZL Peter Mander Jack Cropp                 | Jest        | 2        | 914      | 1         | 1215      | 5          | 516        | 4         | 613       | 1        | 1215     | 1         | 1215      | 2          | 914        | 6602  | 6086     |
| Medalha de prata  | AUS Rolland Tasker John Scott               | Falcon IV.  | 1        | 1215     | 2         | 914       | 2          | 914        | 1         | 1215      | 2        | 914      | 2         | 914       | DSQ        | 0          | 6086  | 6086     |
| Medalha de bronze | GBR Jasper Blackall Terence Smith           | Chuckles    | 3        | 738      | 7         | 370       | 3          | 738        | 2         | 914       | 5        | 516      | 3         | 738       | 1          | 1215       | 5229  | 4859     |
| 4                 | ITA Mario Capio Emilio Massino              | Romolo      | 4        | 613      | 4         | 613       | 4          | 613        | 3         | 738       | 3        | 738      | 4         | 613       | 5          | 516        | 4444  | 3928     |
| 5                 | RSA John Sully Alfred Evans                 | Impala      | 8        | 312      | 3         | 738       | DNF        | 0          | DNF       | 0         | 4        | 613      | 5         | 516       | 3          | 738        | 2917  | 2917     |
| 6                 | EUA Rolf Mulka Ingo Von Bredow              | Wendehals   | 7        | 370      | 9         | 261       | 1          | 1215       | DNF       | 0         | 8        | 312      | 8         | 312       | 7          | 370        | 2840  | 2840     |
| 7                 | URS Boris Ilyin Aleksandr Tchoumakov        | Kon-Tiki    | 5        | 516      | 10        | 215       | 9          | 261        | DNF       | 0         | 6        | 437      | 6         | 437       | 4          | 613        | 2479  | 2479     |
| 8                 | FRA Roger Tiriau Claude Flahault            | Kannibaltje | 6        | 437      | 8         | 312       | 6          | 437        | DNF       | 0         | 9        | 261      | 11        | 174       | 6          | 437        | 2058  | 2058     |
| 9                 | USA Eric Olsen Stan Renehan                 | Tineke      | DNF      | 0        | 5         | 516       | DNF        | 0          | 5         | 516       | 7        | 370      | 10        | 215       | 8          | 312        | 1929  | 1929     |
| 10                | BRA Alfredo Jorge Ebling Bercht Rolf Bercht | Inca        | DNF      | 0        | 11        | 174       | 7          | 370        | DNF       | 0         | 11       | 174      | 7         | 370       | 9          | 261        | 1349  | 1349     |
| 11                | CAN Archibald Cameron Bill Thomas           | Beaver      | DNF      | 0        | 6         | 437       | 8          | 312        | DNF       | 0         | DSQ      | 0        | 9         | 261       | 10         | 215        | 1225  | 1225     |
| 12                | GRE Stylianos Bonas Spyros Bonas            | Nikh        | 9        | 261      | 12        | 136       | 10         | 215        | DNF       | 0         | 10       | 215      | 12        | 136       | 11         | 174        | 1137  | 1137     |
| 13                | BIR Gyi Khin Pe Chow Park Wing              | Kingfisher  | DNF      | 0        | 13        | 101       | 11         | 174        | DNF       | 0         | DNF      | 0        | DNS       | 0         | DNS        | 0          | 275   | 275      |

### Classificação diária

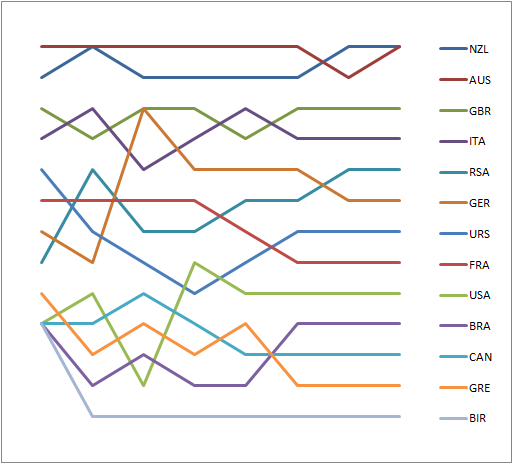
Gráfico mostrando a classificação diária na classe.